# Рюка
Рюка́ (фр. Ruca, брет. Ruskad) — коммуна во Франции, находится в регионе Бретань. Департамент — Кот-д’Армор. Входит в состав кантона Пленёф-Валь-Андре. Округ коммуны — Динан.
Код INSEE коммуны — 22268.

## География
Коммуна расположена приблизительно в 350 км к западу от Парижа, в 70 км северо-западнее Ренна, в 32 км к востоку от Сен-Бриё.

## Население
Население коммуны на 2016 год составляло 602 человека.
| 1962 | 1968 | 1975 | 1982 | 1990 | 1999 | 2008 | 2016 |
| ---- | ---- | ---- | ---- | ---- | ---- | ---- | ---- |
| 676  | 637  | 582  | 578  | 544  | 504  | 522  | 602  |

## Администрация
| Период | Период | Фамилия          | Партия                  | Примечания |
| ------ | ------ | ---------------- | ----------------------- | ---------- |
| 1938   | 1972   | Рене Бон         |                         |            |
| 1972   | 1981   | Джозеф Руксель   |                         |            |
| 1981   | 1995   | Мишель Бену      |                         |            |
| 1995   | 2008   | Даниель Бену     | Разные левые            |            |
| 2008   | 2014   | Жан-Поль Даниель |                         |            |
| 2014   |        | Доминик Перш     | Социалистическая партия | почтальон  |

## Экономика
В 2007 году среди 305 человек в трудоспособном возрасте (15—64 лет) 213 были экономически активными, 92 — неактивными (показатель активности — 69,8 %, в 1999 году было 65,1 %). Из 213 активных работали 195 человек (104 мужчины и 91 женщина), безработных было 18 (6 мужчин и 12 женщин). Среди 92 неактивных 19 человек были учениками или студентами, 40 — пенсионерами, 33 были неактивными по другим причинам.

## Достопримечательности
- Церковь Св. Петра и Св. Павла (XVI век). Исторический памятник с 1927 года[3]
- Часовня Нотр-Дам и крест возле часовни (XVI век). Исторический памятник с 1953 года[4]

## Фотогалерея

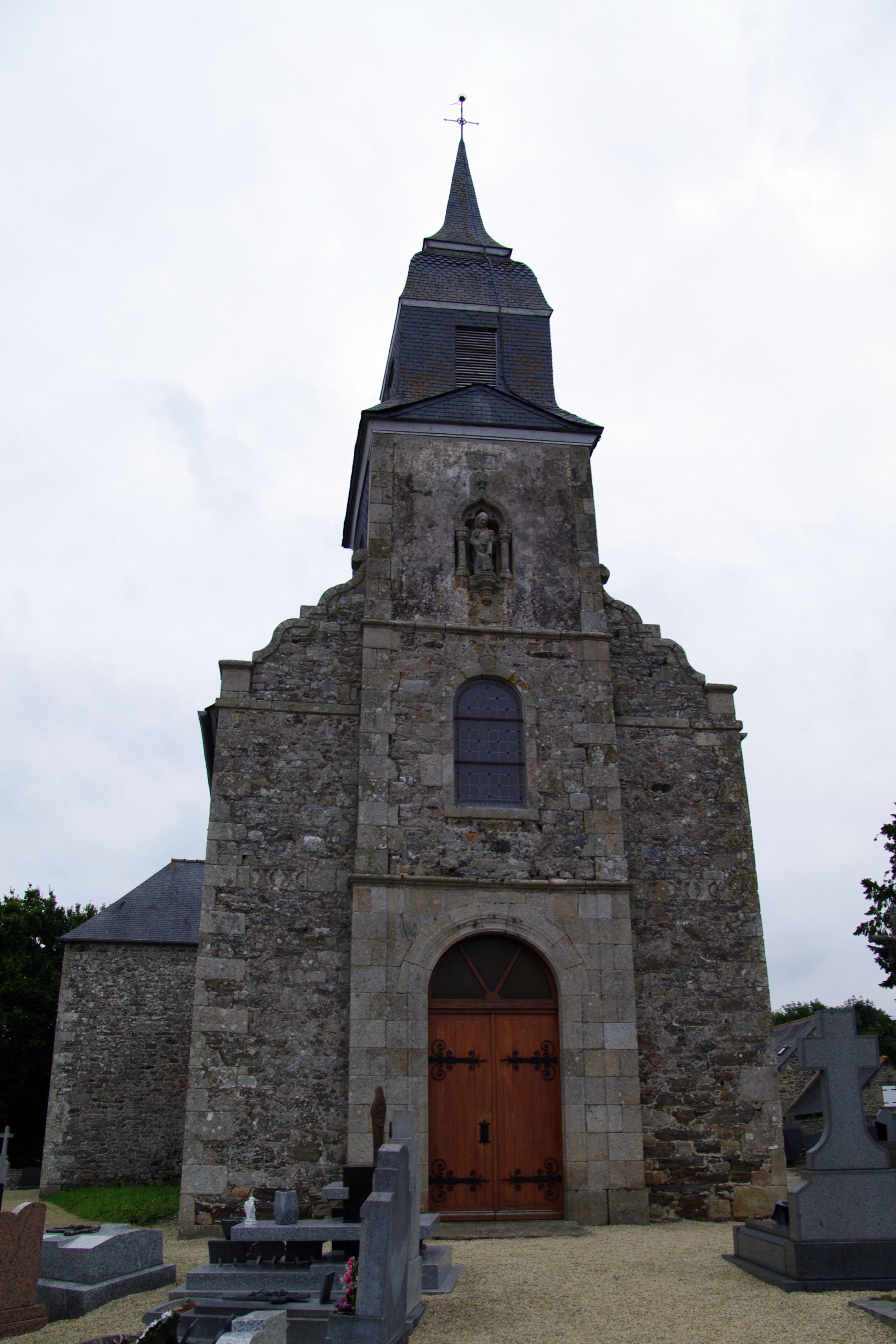
Церковь Св. Петра и Св. Павла
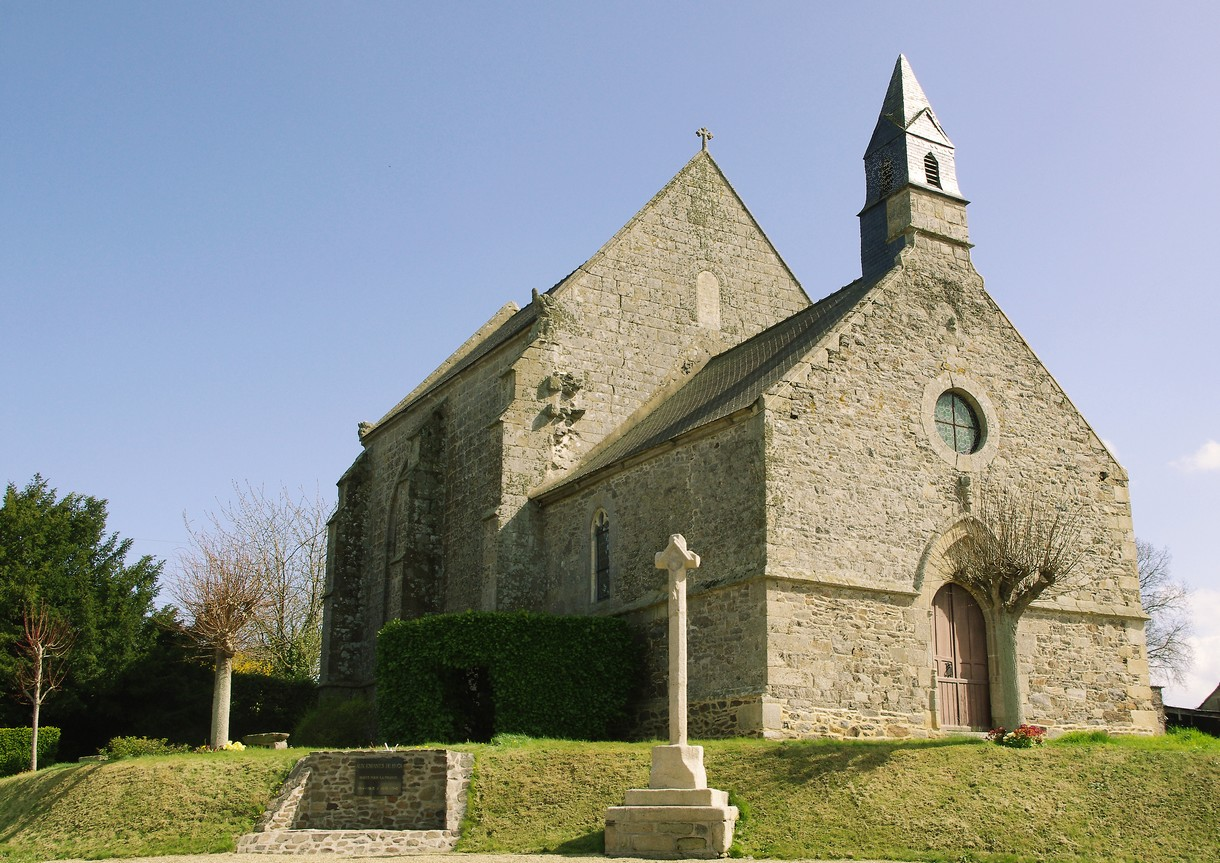
Церковь Св. Петра и Св. Павла
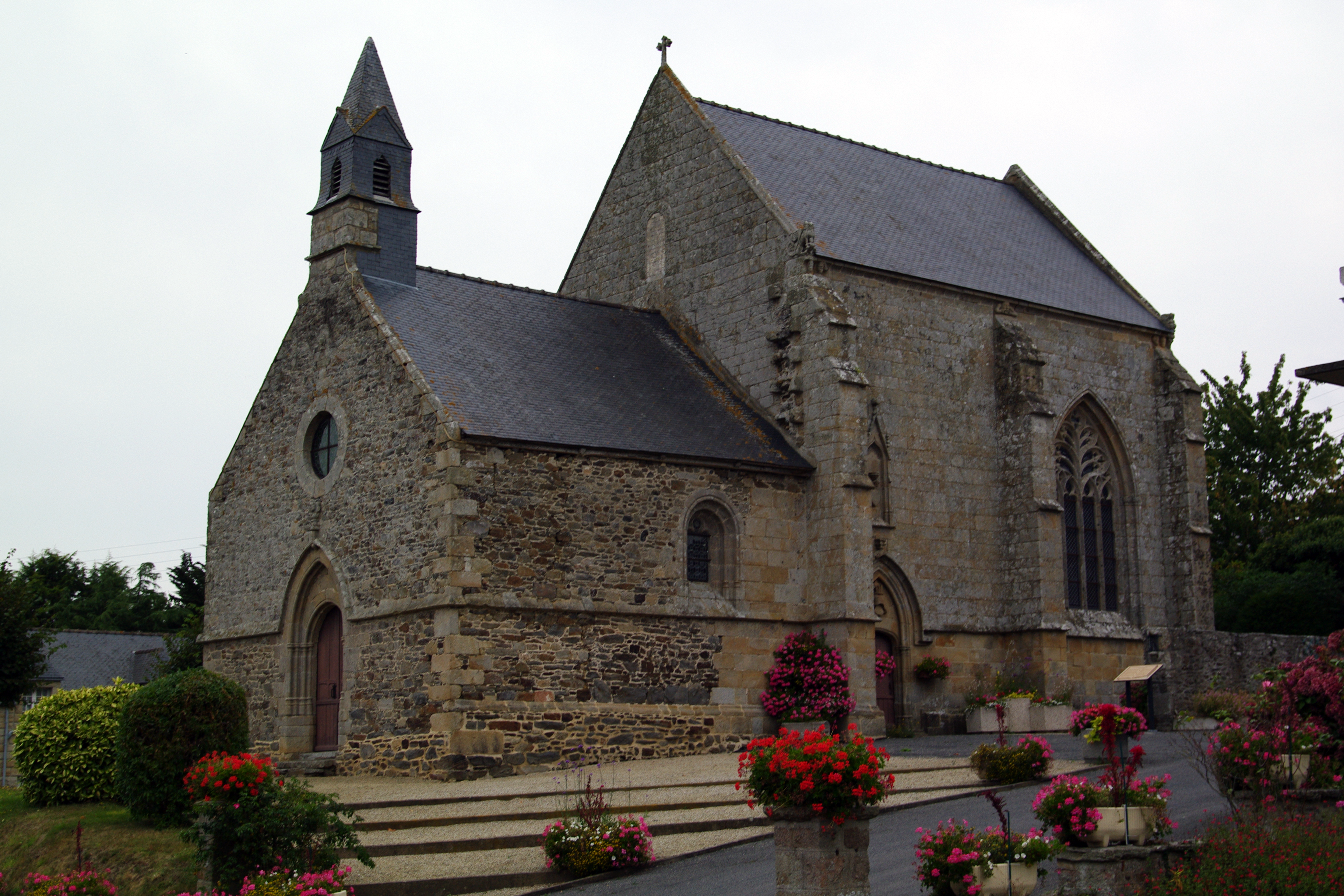
Часовня Нотр-Дам
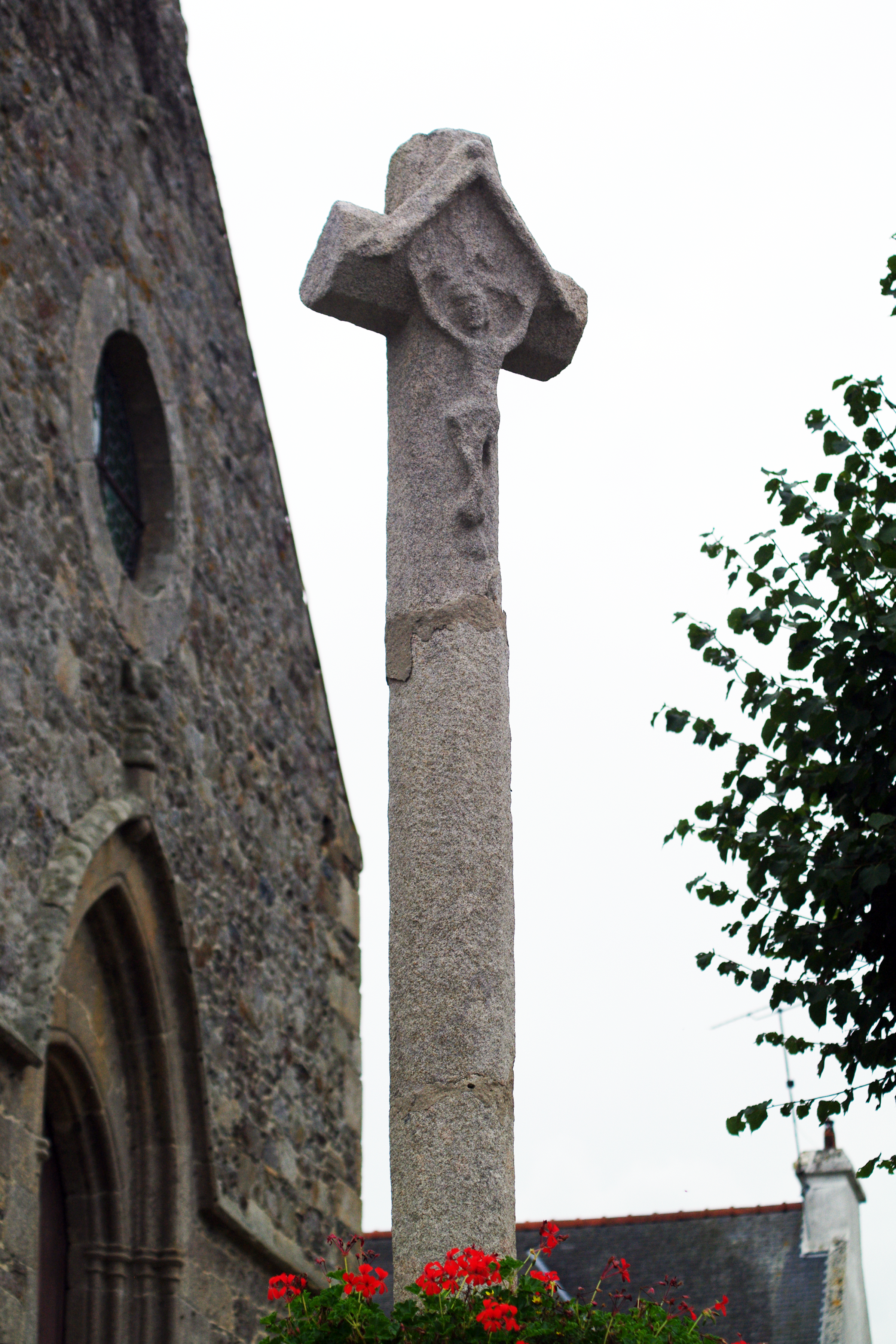
Крест возле часовни